# George Howard (6. hrabia Carlisle)
George Howard, 6. hrabia Carlisle KG (ur. 17 września 1773, zm. 7 października 1848), brytyjski arystokrata i polityk, członek stronnictwa wigów, minister w rządach George’a Canninga, lorda Godericha i lorda Greya.

## Życiorys
Był najstarszym synem Fredericka Howarda, 5. hrabiego Carlisle, i Margaret Leveson-Gower, córki 1. markiza Stafford. Od urodzenia nosił tytuł grzecznościowy "wicehrabiego Morpeth". Wykształcenie odebrał w Eton College oraz w Christ Church na Uniwersytecie Oksfordzkim.
W 1795 r. został wybrany do Izby Gmin z okręgu Morpeth. W latach 1806–1820 reprezentował okręg wyborczy Cumberland. W 1795 r. został członkiem Towarzystwa Królewskiego. W latach 1824–1840 był Lordem Namiestnikiem East Riding of Yorkshire.
Po śmierci ojca w 1825 r. odziedziczył tytuł 6. hrabiego Carlisle i zasiadł w Izbie Lordów. W 1827 r. został pierwszym komisarzem ds. lasów. W latach 1827–1828 był Lordem Tajnej Pieczęci. Ponownie sprawował to stanowisko w 1834 r. Wcześniej, w latach 1830–1834, był ministrem bez teki. W 1837 r. został kawalerem Orderu Podwiązki. Zmarł w 1848 r.

## Rodzina
21 marca 1801 r. w Londynie poślubił lady Georgianę Cavendish (1783 – 1858), córkę Williama Cavendisha, 5. księcia Devonshire, i lady Georgiany Spencer (córki Johna Spencera, 1. hrabiego Spencer) i Margaret Poyntz (córki Stephena Poyntza).
George i Georgiana mieli razem sześciu synów i sześć córek:
- George William Frederick Howard (18 kwietnia 1802 – 5 grudnia 1864), 7. hrabia Carlisle
- Caroline Georgiana Howard (1803 – 27 listopada 1881), żona Williama Lascellesa, miała dzieci
- Georgiana Howard (1804 – 17 marca 1860), żona George’a Agara-Ellisa, 1. barona Dover, miała dzieci
- Frederick George Howard (8 czerwca 1805 – 18 listopada 1834)
- Harriet Elizabeth Georgina Howard (21 maja 1806 – 27 października 1868), żona George’a Sutherlanda-Levesona-Gowera, 2. księcia Sutherland, miała dzieci
- William George Howard (23 lutego 1808 – 29 marca 1889), 8. hrabia Carlisle
- Edward Granville George Howard (23 grudnia 1809 – 8 października 1880), 1. baron Lanerton
- Blanche Georgiana Howard (11 stycznia 1812 – 27 kwietnia 1840), żona Williama Cavendisha, 7. księcia Devonshire
- Charles Wentworth George Howard (27 marca 1814 – 11 kwietnia 1879)
- Elizabeth Dorothy Anne Howard (1816 – 11 maja 1891), żona Francisa Greya, nie miała dzieci
- Henry George Howard (22 maja 1818 – 10 sierpnia 1879), ożenił się z Mary McTavish, nie miał dzieci
- Mary Matilda Georgiana Howard (28 stycznia 1823 – 17 września 1892), żona Henry’ego Labourchere'a, 1. barona Taunton, nie miała dzieci